# Pacifische spitsmuis
De Pacifische spitsmuis (Sorex pacificus)  is een zoogdier uit de familie van de spitsmuizen (Soricidae). De wetenschappelijke naam van de soort werd voor het eerst geldig gepubliceerd door Coues in 1877.

## Voorkomen
De soort komt voor in de Verenigde Staten.